# その後
『その後』（そのご）は、2011年12月30日と2012年6月28日の2回、フジテレビ系列で放送された特別番組である。

## 概要
役目を終えた世の中のモノの「その後」を追跡する。

## 出演者

### MC
- 田村淳（ロンドンブーツ1号2号）
- 中村仁美（フジテレビアナウンサー）

### 助手
- 中野美奈子（フジテレビアナウンサー）

### パネラー
第1回
- 狩野英孝
- 菜々緒
- 柳原可奈子
- 平愛梨
- 土田晃之
- 森永卓郎

第2回
- テリー伊藤
- フットボールアワー（岩尾望・後藤輝基）
- 柳原可奈子
- 狩野英孝
- 大沢あかね
- 小林星蘭

### ナレーション
- 垂木勉

## 放送日・放送時間
- 第1回：2011年12月30日 24:00 - 25:00
- 第2回：2012年6月28日 22:00 - 23:24

## ネット局

### 第1回
| 放送対象地域   | 放送局             | 系列           | 放送日時                     | 遅れ日数   |
| -------------- | ------------------ | -------------- | ---------------------------- | ---------- |
| 関東広域圏     | フジテレビ         | フジテレビ系列 | 2011年12月30日 24:00 - 25:00 | 制作局     |
| 北海道         | 北海道文化放送     | フジテレビ系列 | 2011年12月30日 24:00 - 25:00 | 同時ネット |
| 岩手県         | 岩手めんこいテレビ | フジテレビ系列 | 2011年12月30日 24:00 - 25:00 | 同時ネット |
| 宮城県         | 仙台放送           | フジテレビ系列 | 2011年12月30日 24:00 - 25:00 | 同時ネット |
| 秋田県         | 秋田テレビ         | フジテレビ系列 | 2011年12月30日 24:00 - 25:00 | 同時ネット |
| 山形県         | さくらんぼテレビ   | フジテレビ系列 | 2011年12月30日 24:00 - 25:00 | 同時ネット |
| 福島県         | 福島テレビ         | フジテレビ系列 | 2011年12月30日 24:00 - 25:00 | 同時ネット |
| 新潟県         | 新潟総合テレビ     | フジテレビ系列 | 2011年12月30日 24:00 - 25:00 | 同時ネット |
| 長野県         | 長野放送           | フジテレビ系列 | 2011年12月30日 24:00 - 25:00 | 同時ネット |
| 静岡県         | テレビ静岡         | フジテレビ系列 | 2011年12月30日 24:00 - 25:00 | 同時ネット |
| 富山県         | 富山テレビ         | フジテレビ系列 | 2011年12月30日 24:00 - 25:00 | 同時ネット |
| 石川県         | 石川テレビ         | フジテレビ系列 | 2011年12月30日 24:00 - 25:00 | 同時ネット |
| 福井県         | 福井テレビ         | フジテレビ系列 | 2011年12月30日 24:00 - 25:00 | 同時ネット |
| 中京広域圏     | 東海テレビ         | フジテレビ系列 | 2011年12月30日 24:00 - 25:00 | 同時ネット |
| 近畿広域圏     | 関西テレビ         | フジテレビ系列 | 2011年12月30日 24:00 - 25:00 | 同時ネット |
| 島根県・鳥取県 | 山陰中央テレビ     | フジテレビ系列 | 2011年12月30日 24:00 - 25:00 | 同時ネット |
| 岡山県・香川県 | 岡山放送           | フジテレビ系列 | 2011年12月30日 24:00 - 25:00 | 同時ネット |
| 広島県         | テレビ新広島       | フジテレビ系列 | 2011年12月30日 24:00 - 25:00 | 同時ネット |
| 愛媛県         | テレビ愛媛         | フジテレビ系列 | 2011年12月30日 24:00 - 25:00 | 同時ネット |
| 高知県         | 高知さんさんテレビ | フジテレビ系列 | 2011年12月30日 24:00 - 25:00 | 同時ネット |
| 福岡県         | テレビ西日本       | フジテレビ系列 | 2011年12月30日 24:00 - 25:00 | 同時ネット |
| 佐賀県         | サガテレビ         | フジテレビ系列 | 2011年12月30日 24:00 - 25:00 | 同時ネット |
| 長崎県         | テレビ長崎         | フジテレビ系列 | 2011年12月30日 24:00 - 25:00 | 同時ネット |
| 熊本県         | テレビ熊本         | フジテレビ系列 | 2011年12月30日 24:00 - 25:00 | 同時ネット |
| 鹿児島県       | 鹿児島テレビ       | フジテレビ系列 | 2011年12月30日 24:00 - 25:00 | 同時ネット |
| 沖縄県         | 沖縄テレビ         | フジテレビ系列 | 2011年12月30日 24:00 - 25:00 | 同時ネット |

### 第2回
| 放送対象地域   | 放送局             | 系列                                         | 放送日時                    | 遅れ日数   |
| -------------- | ------------------ | -------------------------------------------- | --------------------------- | ---------- |
| 関東広域圏     | フジテレビ         | フジテレビ系列                               | 2012年6月28日 22:00 - 23:24 | 制作局     |
| 北海道         | 北海道文化放送     | フジテレビ系列                               | 2012年6月28日 22:00 - 23:24 | 同時ネット |
| 岩手県         | 岩手めんこいテレビ | フジテレビ系列                               | 2012年6月28日 22:00 - 23:24 | 同時ネット |
| 宮城県         | 仙台放送           | フジテレビ系列                               | 2012年6月28日 22:00 - 23:24 | 同時ネット |
| 秋田県         | 秋田テレビ         | フジテレビ系列                               | 2012年6月28日 22:00 - 23:24 | 同時ネット |
| 山形県         | さくらんぼテレビ   | フジテレビ系列                               | 2012年6月28日 22:00 - 23:24 | 同時ネット |
| 福島県         | 福島テレビ         | フジテレビ系列                               | 2012年6月28日 22:00 - 23:24 | 同時ネット |
| 新潟県         | 新潟総合テレビ     | フジテレビ系列                               | 2012年6月28日 22:00 - 23:24 | 同時ネット |
| 長野県         | 長野放送           | フジテレビ系列                               | 2012年6月28日 22:00 - 23:24 | 同時ネット |
| 静岡県         | テレビ静岡         | フジテレビ系列                               | 2012年6月28日 22:00 - 23:24 | 同時ネット |
| 富山県         | 富山テレビ         | フジテレビ系列                               | 2012年6月28日 22:00 - 23:24 | 同時ネット |
| 石川県         | 石川テレビ         | フジテレビ系列                               | 2012年6月28日 22:00 - 23:24 | 同時ネット |
| 福井県         | 福井テレビ         | フジテレビ系列                               | 2012年6月28日 22:00 - 23:24 | 同時ネット |
| 中京広域圏     | 東海テレビ         | フジテレビ系列                               | 2012年6月28日 22:00 - 23:24 | 同時ネット |
| 近畿広域圏     | 関西テレビ         | フジテレビ系列                               | 2012年6月28日 22:00 - 23:24 | 同時ネット |
| 島根県・鳥取県 | 山陰中央テレビ     | フジテレビ系列                               | 2012年6月28日 22:00 - 23:24 | 同時ネット |
| 岡山県・香川県 | 岡山放送           | フジテレビ系列                               | 2012年6月28日 22:00 - 23:24 | 同時ネット |
| 広島県         | テレビ新広島       | フジテレビ系列                               | 2012年6月28日 22:00 - 23:24 | 同時ネット |
| 愛媛県         | テレビ愛媛         | フジテレビ系列                               | 2012年6月28日 22:00 - 23:24 | 同時ネット |
| 高知県         | 高知さんさんテレビ | フジテレビ系列                               | 2012年6月28日 22:00 - 23:24 | 同時ネット |
| 福岡県         | テレビ西日本       | フジテレビ系列                               | 2012年6月28日 22:00 - 23:24 | 同時ネット |
| 佐賀県         | サガテレビ         | フジテレビ系列                               | 2012年6月28日 22:00 - 23:24 | 同時ネット |
| 長崎県         | テレビ長崎         | フジテレビ系列                               | 2012年6月28日 22:00 - 23:24 | 同時ネット |
| 熊本県         | テレビ熊本         | フジテレビ系列                               | 2012年6月28日 22:00 - 23:24 | 同時ネット |
| 大分県         | テレビ大分         | フジテレビ系列 日本テレビ系列                | 2012年6月28日 22:00 - 23:24 | 同時ネット |
| 宮崎県         | テレビ宮崎         | フジテレビ系列 日本テレビ系列 テレビ朝日系列 | 2012年6月28日 22:00 - 23:24 | 同時ネット |
| 鹿児島県       | 鹿児島テレビ       | フジテレビ系列                               | 2012年6月28日 22:00 - 23:24 | 同時ネット |
| 沖縄県         | 沖縄テレビ         | フジテレビ系列                               | 2012年6月28日 22:00 - 23:24 | 同時ネット |

## スタッフ
第2回
- 編成企画：濱潤・安喜昌史（フジテレビ）
- 構成：コバヤシマナブ
- TD：小谷文人
- CAM：千明裕史
- VE：杉山博紀
- 照明：高柴圭一
- MIX：大熊一幸
- CG：加藤誠
- アビッド：田中寛人
- 編集：植木義憲（RAFT）
- MA：高橋友樹
- 技術協力：テクノマックス
- リサーチ：高木美嘉、長谷川佳織、大澤一樹、植松保弘、渡辺理香
- デザイン：坪田幸之
- 美術：本田邦宏、林政之
- 大道具：福田智広、安藤良弘
- 音効：井上竜一（TSP）
- TK：伊藤裕子
- メイク：福田裕子
- 装飾：石橋誉礼
- 電飾：斉藤貴之
- 広報：瀬田裕幸（フジテレビ）
- 美術協力：ON-ART
- 制作協力：RAFT、フォーミュレーション、フジアール、TSP、コラボレーション、パークグラフィックス、東京タワースタジオ、チトセアート、興進電化、ヤマモリ、ネクステージ
- その後ディレクターズ：大谷卓、小田切大輔、吉田享史、乾陽介、渡部修平
- 総合演出：武島義之
- プロデューサー：正垣吉朗
- 企画制作：フジテレビ
- 制作著作：EAST ENTERTAINMENT